# Switched On
Switched On (также известен как Switched On Stereolab или Switched On Volume 1) — сборник британской инди-рок группы Stereolab. Он был выпущен в октябре 1992 года. Это компиляция первых трёх релизов Stereolab, первоначально выпущенная в 1992 году. Название альбома — дань уважения Switched-On Bach и другим подобным альбомам конца 1960-х — 1970-х годов, в которых в качестве основного инструмента использовались синтезаторы Moog. Switched On был позже лицензирован на американском независимом лейбле Slumberland Records для выпуска в США и Rough Trade Germany для выпуска в этой стране, оба в 1992 году.
Составленный из треков с мини-альбомов (EP) Super 45 и Super-Electric, а также 7-дюймового сингла Stunning Debut Album, альбом является первой частью пенталогии (по состоянию на 2022 год) сборников раритетов Stereolab, наряду с Refried Ectoplasm и Aluminum Tunes. Четвёртый сборник, Electrically Possessed, был выпущен в 2021 году, собрав неальбомный материал с 1999 по 2008 год, а пятый сборник, названный Pulse of the Early Brain, был выпущен 02 сентября 2022 года.

## Отзывы
| Оценки критиков | Оценки критиков |
| Источник        | Оценка          |
| --------------- | --------------- |
| Allmusic        | [ 2 ]           |
| Pitchfork       | 7.7/10          |

Switched On получил благоприятные отзывы музыкальных критиков.
Хизер Фарес из Allmusic отметил, что «В сборник Switched On вошли самые ранние синглы Stereolab, запечатлевшие гипнотическое, драйвовое звучание группы в самом начале её становления. Хотя они более гитарные и рок-ориентированные, чем более поздние работы группы, такие треки, как „Super-Electric“ и „Au Grand Jour“, доказывают, что основной стиль Stereolab — краутрок-грувы, бурлящие аналоговые синтезаторы, приглушённые гитары и ангельский вокал — полностью сформировался. Такие рефлексивные композиции, как „The Way Will Be Opening“ и „High Expectation“, демонстрируют холодно-утончённый вокал Летиции Садье, похожий на вокал Нико и Франсуазы Арди. Хотя в дальнейшем группа выпустила ещё более впечатляющие альбомы, новизна звучания Stereolab ощутима на Switched On, что придаёт песням дополнительную жизненную силу. Очевидно, что это впечатляющий дебют, но он очаровывает сам по себе».

## Список композиций
| №   | Название                            | Длительность |
| --- | ----------------------------------- | ------------ |
| 1.  | «Super-Electric»                    | 5:22         |
| 2.  | «Doubt»                             | 3:26         |
| 3.  | «Au grand jour»                     | 3:27         |
| 4.  | «The Way Will Be Opening»           | 4:07         |
| 5.  | «Brittle»                           | 3:47         |
| 6.  | «Contact»                           | 8:17         |
| 7.  | «Au grand jour»                     | 3:40         |
| 8.  | «High Expectation»                  | 3:32         |
| 9.  | «The Light That Will Cease to Fail» | 3:23         |
| 10. | «Changer»                           | 4:54         |

- Треки 1, 4, 6 и 8 взяты из мини-альбома Super-Electric
- Треки 3, 5, 7 и 9 взяты из мини-альбома Super 45
- Треки 2 и 10 взяты из сингла Stunning Debut Album 7"